# Länsväg 180
De Zweedse weg 180 (Zweeds: Länsväg 180) is een provinciale weg in de provincie Västra Götalands län in Zweden en is circa 47 kilometer lang.

## Plaatsen langs de weg
- Alingsås
- Hjälmared
- Hedared
- Borås

## Knooppunten
- Länsväg 190 bij het meer Anten (begin)
- E20 bij Alingsås
- Riksväg 42 bij Borås (einde)